# Kulturåret 1832

## Händelser
- 14 april – Beethovens Fidelio har svensk premiär på Kungliga Operan i Stockholm.
- 12 maj – Operan Kärleksdrycken av Gaetano Donizetti har urpremiär på Teatro della Canobbiana i Milano.
- Sveriges första konstförening, nuvarande Sveriges allmänna konstförening bildas under namnet Stockholms konstförening.

## Nya verk
- Axel Nilsson Tott av Wilhelmina Stålberg
- Ingrid Örnefot av Wilhelmina Stålberg
- Le roi s'amuse (sv. Kungen roar sig 1884) av Victor Hugo
- Louis Lambert av Honoré de Balzac
- Faust II av Johann Wolfgang von Goethe
- Överste Chabert av Honoré de Balzac

## Födda
- 6 januari – Gustave Doré (död 1883), fransk konstnär, tecknare och grafiker.
- 23 januari – Édouard Manet (död 1883), fransk målare.
- 27 januari – Arthur Hughes (död 1915), brittisk målare och illustratör.
- 15 april – Wilhelm Busch (död 1908), tysk tecknare och författare.
- 1 maj – Frederick Sandys (död 1904), brittisk målare.
- 10 juni – Edwin Arnold (död 1904), engelsk skald och orientalist.
- 27 juli – Đura Jakšić (död 1878), serbisk konstnär, författare och poet.
- 31 juli – Gustaf "Frippe" Fredriksson (död 1921), svensk skådespelare.
- 7 augusti – Oscar de Wahl (död 1873), svensk musikdirektör, tonsättare och musiker.
- 8 november – Mathilda Langlet (död 1904), svensk författare och översättare.
- 29 november – Louisa May Alcott (död 1888), amerikansk författare.
- 8 december – Bjørnstjerne Bjørnson (död 1910), norsk författare, diktare och samhällsdebattör, nobelpristagare i litteratur 1903.
- 24 december – Eva Wigström (död 1901), svensk författare.

## Avlidna
- 22 februari – Kristina Charlotta Mörner (född 1760), svensk poet, konstnär, tecknare och författare.
- 24 februari – Victor Escousse (född 1813), fransk dramatiker.
- 10 mars – Muzio Clementi (född 1752), italiensk tonsättare och pianist.
- 22 mars – Johann Wolfgang von Goethe (född 1782), tysk dramatiker och filosof.
- 13 april – Jacques Augustin (född 1759), fransk miniatyrmålare.
- 21 september – Walter Scott (född 1771), skotsk författare.